# أنجيلو كروز
أنجيلو كروز (بالإنجليزية: Angelo Cruz) مواليد 20 سبتمبر 1958 في نيويورك، نيويورك، هو لاعب كرة سلة بورتوريكي. يبلغ طوله 5 قدم 9 بوصة (1.8 م). مثّل منتخب بلاده. شارك في دورة الألعاب الأولمبية الصيفية سنة 1988. حقق المركز الثاني في دورة الألعاب الأمريكية 1979. اعتزل في سنة 1993. اختفى في ظروف غامضة أثناء زيارته لعائلته في بورتوريكو.

## الميداليات
| الميدالية | المسابقة                             |
| --------- | ------------------------------------ |
| فضية      | دورة الألعاب الأمريكية 1979          |
| برونزية   | دورة الألعاب الأمريكية 1987          |
| فضية      | بطولة أمم الأمريكتين لكرة السلة 1988 |

## روابط خارجية
- أنجيلو كروز على موقع ريلجم (الإنجليزية)
- أنجيلو كروز على موقع سبورتس رفرنس (الإنجليزية)
- أنجيلو كروز على موقع أوليمبيديا (الإنجليزية)